# Openmarktpolitiek
Onder openmarktpolitiek verstaat men het verkopen of opkopen van schuldpapieren door een centrale bank aan/van andere banken of op de beurs. Deze schuldpapieren zijn bijvoorbeeld staatsobligaties of directe leningen aan de andere bank met onderpand.
Openmarktoperaties zijn het voornaamste middel dat centrale banken hebben om monetair beleid te voeren. Door openmarktoperaties kan een centrale bank op een korte termijn de rentevoet en het aanbod van monetaire basis in een economie beheersen, en dus indirect ook de totale geldhoeveelheid. Dit houdt in dat aan de vraag voor de monetaire basis op het streefpercentage wordt voldaan door het kopen en verkopen van overheidseffecten of andere financiële instrumenten. Monetaire doelstellingen, zoals de inflatie, de rentestand of wisselkoersen worden gebruikt om richting te geven aan de implementatie van openmarktoperaties.